# Ewald Latacz
Ewald Latacz (ur. 24 czerwca 1885 w Katowicach, zm. 12 lutego 1953 we Frankfurcie nad Menem) – polityk śląski, doktor prawa, adwokat i notariusz, przewodniczący Rady Robotniczej w Wodzisławiu i współzałożyciel rybnickiego, tajnego Komitetu Górnośląskiego w roku 1918, współzałożyciel i lider Związku Górnoślązaków w latach 1919–1921, orędownik odrębności narodowej Górnoślązaków oraz niepodległości Górnego Śląska, w styczniu 1919 oskarżony przez władze niemieckie o zdradę stanu i aresztowany, wiosną warunkowo zwolniony z aresztu, jesienią amnestionowany przez władze alianckie, berliński notariusz i adwokat w latach 1922–1945 oraz syndyk i radca prawny firm paliwowych w okresie międzywojennym, od 1933 roku członek nazistowskiej partii NSDAP, działacz Narodowosocjalistycznego Związku Niemieckich Prawników w latach 1933–1945, w 1936 kandydat międzynarodowej organizacji pacyfistycznej Corder Catchpool na obrońcę Carla von Ossietzky'ego, w 1945 przeszedł proces denazyfikacji w sowieckiej strefie okupacyjnej bez jakichkolwiek konsekwencji karnych.

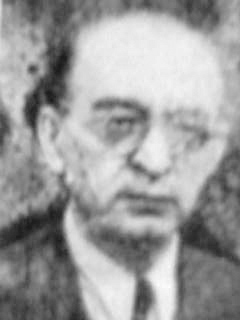
Ewald Latacz

## Edukacja
Przyszedł na świat w kamienicy rodziny Lataczów w Katowicach przy Richard-Holtze-Straße (obecnie ul. Mariacka) 30. Był synem przewodniczącego katolickiego związku nauczycieli, górnośląskiego posła partii Centrum – Karla Latacza i Anny z domu Madejczyk. Jego ojciec Karl wywodził się ze starej górnośląskiej rodziny i był dwujęzyczny, jednak Ewalda wychowywał już wyłącznie w języku niemieckim. Młody Ewald ukończył szkołę elementarną i gimnazjum w Katowicach. W 1902 podjął studia prawnicze na Uniwersytecie we Wrocławiu. Zgodnie z ówczesną praktyką jednego semestru edukacji na innej niemieckiej uczelni, w roku 1905 Ewald Latacz odbył jeden semestr na Uniwersytecie w Heidelbergu. Studia ukończył 15 kwietnia 1907 we Wrocławiu. Od 16 sierpnia praktykował jako referendarz w sądzie w Krapkowicach. Edukację uwieńczył obroną, wydanej w Lipsku, dysertacji doktorskiej 9 listopada 1907 także we Wrocławiu. 9 stycznia 1908 otrzymał dyplom doktora Wydziału Prawa Uniwersytetu Wrocławskiego. Po zakończeniu edukacji nadal pracował jako referendarz sądowy, kolejno w Bytomiu i w Katowicach, a 24 stycznia 1913 awansował na asesora. Od marca 1913 figurował jako adwokat w sądzie w Raciborzu, a od 23 czerwca 1915 w Wodzisławiu. Po śmierci swego brata Huberta, 17 lutego 1919 przejął również jego kancelarię notarialną w Wodzisławiu. Podczas I wojny światowej Ewald Latacz został powołany do służby wojskowej w 156 pułku w Bytomiu, gdzie służył w latach 1915–1916, ale nigdy nie został wysłany na front. Dwa ostatnie lata wojny pełnił funkcję kierownika referatu dla spraw gospodarki wojennej w starostwie rybnickim. Nawiązał wówczas kontakty z górnośląskimi kołami przemysłowymi, które wkrótce wpłynęły na jego działalność polityczną.

## Działalność polityczna
Prawdopodobnie już w roku 1912 był radnym miejskim w Wodzisławiu. Nie ma informacji na temat przystąpienia Ewalda Latacza do partii Centrum. Jednak badacze zajmujący się jego działalnością twierdzą, że był politykiem centrowym, więc najprawdopodobniej z ramienia tej partii był najpierw radnym, a w listopadzie 1918 objął funkcję przewodniczącego Rady Robotniczej w Wodzisławiu. Ewald Latacz „wyrastał w atmosferze górnośląskiego Centrum, był więc typowym przedstawicielem zachowawczej warstwy inteligencji górnośląskiej”. Według Rudolfa Vogla – „ze swą psychiką najbardziej nadawałby się na przywódcę niemieckiej Prowincji Górnośląskiej. Kultura, porządek i dyscyplina nierozerwalnie łączyły go z ludnością niemiecką i niemiecką gminą kulturalną. Jednak w jego przypadku silniejsza okazała się niechęć do centralistycznej polityki Berlina, urzędowego wstecznictwa, dyskryminacji religijnej oraz poczucie społecznego upośledzenia Górnoślązaków w stosunku do pozostałych mieszkańców Prus. Ponadto cechowała go płomienna i fanatyczna miłość do Górnego Śląska”. Po upadku monarchii Hohenzollernów postanowił on wykorzystać sytuację i doprowadzić Górny Śląsk do niepodległości. Ewald Latacz pozyskał dla swej niepodległościowej idei niektórych działaczy centrowych i socjaldemokratycznych, przedstawicieli wielkiego przemysłu górnośląskiego, a przede wszystkim braci Reginków i innych konserwatywnych Górnoślązaków i umiarkowanych Polaków, wywodzących się z kierunku Napieralskiego. 22 listopada 1918 roku w Gliwicach odbyła się Konferencja Rad Górnośląskich z udziałem przedstawicieli administracji rządowej. Wśród przewodniczących poszczególnych rad znaleźli się trzej zwolennicy niepodległości Górnego Śląska – Ewald Latacz z Wodzisławia, Fritz Wassner z Rybnika i Jan Reginek z Raciborza. Ewald Latacz domagał się tam deklaracji rządu, gwarantujących swobodę praktyk religijnych i nienaruszalności majątków kościelnych, natomiast Fritz Wassner zażądał równouprawnienia językowego i swobody rozwoju kulturalnego.

### W tajnym Komitecie Górnośląskim
26 listopada 1918 roku w Katowicach Ewald Latacz doprowadził do spotkania braci ks. Tomasza i dr Jana Reginków z przedstawicielami górnośląskich przemysłowców, a 27 listopada wraz z nimi założył w Rybniku – tajny Komitet Górnośląski, który postulował utworzenie niepodległej Republiki Górnośląskiej. 2 grudnia wszyscy trzej spotkali się w Pradze z premierem Karelem Kramářem, starając się uzyskać protekcję Czechosłowacji dla tej idei. 9 grudnia 1918 roku w Kędzierzynie odbyła się konferencja partii politycznych, działających na Górnym Śląsku. Delegaci pierwotnie ustalili utworzenie „tymczasowego niezależnego państwa górnośląskiego”, do czasu ustalenia przynależności państwowej Górnego Śląska w traktacie pokojowym. Zdecydowanie sprzeciwił się temu Komitet Górnośląski, którego lider Ewald Latacz wprost ogłosił tam rezolucję utworzenia niepodległej i neutralnej Republiki Górnośląskiej. Przedstawiciele wszystkich obecnych partii utworzyli Komisję Śląską pod przewodnictwem starosty rybnickiego Hansa Lukaschka z Centrum, która podjęła się uzupełnić Komitet Górnośląski oraz „separatystyczne wizje na Górnym Śląsku koordynować i rozpowszechniać”. Na drugą połowę grudnia przypada wyraźny podział górnośląskich separatystów na autonomistów, czyli grupę pod wodzą rybnickiego starosty Hansa Lukaschka oraz „radykalnych separatystów” Ewalda Latacza, czyli niepodległościowców z rybnickiego Komitetu Górnośląskiego. 19 grudnia 1918 roku w sali hotelu Pogody w Rybniku Ewald Latacz, wraz z przewodniczącym Rady Robotniczej w Rybniku – Fritzem Wassnerem oraz dwoma innymi tutejszymi działaczami Auchem i Kunowskim, zorganizował wiec pod hasłem „Górny Śląsk dla Górnoślązaków”, mający rozpropagować ideę niepodległości Górnego Śląska. 25 grudnia przywódca autonomistów – rybnicki starosta Hans Lukaschek oraz lider niepodległościowców dr Ewald Latacz – przewodniczący Rady Robotniczej w Wodzisławiu przybyli do Wrocławia, by poinformować zarząd Centralnej Rady Ludowej o dążeniach separatystów do proklamacji niepodległej Republiki Górnośląskiej. Równocześnie zażądali natychmiastowego przyznania Górnemu Śląskowi szerokiej autonomii administracyjnej i kulturowej. Nazajutrz zarząd Centralnej Rady Ludowej przystał na te żądania oraz zaproponował Lataczowi objęcie stanowiska swego komisarza na Górnym Śląsku. Wpływ na taką propozycję miał Lukaschek, który chciał przeciągnąć lidera Komitetu Górnośląskiego do obozu autonomistów. Jednak Ewald Latacz uzależnił przyjęcie propozycji od pozostawienia mu swobody urzędowania, dowolnego doboru współpracowników i wglądu do wszystkich akt górnośląskich, w tym poufnych. Taka niezależność niedoszłego komisarza stworzyłaby sprzyjające warunki dla oderwania przez niego Górnego Śląska od Rzeszy i proklamacji niepodległej Republiki Górnośląskiej, więc zarząd Centralnej Rady Ludowej jego warunki objęcia funkcji odrzucił. 30 grudnia 1918 roku odbyła się we Wrocławiu konferencja dotycząca sytuacji na Górnym Śląsku. Wysłuchano tam wystąpień trójki rzeczników niepodległości Górnego Śląska: dr Ewalda Latacza, ks. Tomasza Reginka i dyrektora generalnego zakładów Schaffgotscha – Emila Wernera. Ewald Latacz, w swym obszernym wystąpieniu podkreślał: „Górnoślązacy stanowią jednolity lud, który jest obecnie gotowy, by przeforsować własną narodowość”, a w dalszej jego części przekonywał Niemców, że utworzenie niepodległego państwa uchroni Górny Śląsk przed wcieleniem do Polski, by mógł powrócić do Niemiec w sprzyjających warunkach. Podobnie proniemiecką argumentację zastosowali także ks. Tomasz Reginek i dyr. Emil Werner. Jednak przedstawiciele władz niemieckich odrzucili te postulaty, nie wierząc w szczerość argumentacji Latacza.

### Współzałożyciel ZG-BdO
W styczniu roku 1919 liderzy tajnego Komitetu Górnośląskiego Ewald Latacz i bracia Reginkowie utworzyli w Bytomiu – ponad-partyjny Związek Górnoślązaków-Bund der Oberschlesier, zrzeszający członków KVP, SPD, partii „Katolika” i bezpartyjnych, działających na rzecz niepodległości Górnego Śląska. Funkcję sekretarza generalnego tej organizacji objął ks. Tomasz Reginek. Swoje idee rozpowszechnili oni na łamach centrowych pism „Oberschlesische Zeitung”i „Oberschlesische Kurier”. Zgodnie z rozporządzeniem prezydenta Rejencji Opolskiej z 31 grudnia 1918 roku, postulat stworzenia niepodległej Republiki Górnośląskiej, został uznany przez Niemców za zdradę stanu. Władze ogłosiły ustawę o stanie wyjątkowym, której paragraf 96 zabraniał publicznego poruszania sprawy niepodległości Górnego Śląska. Następnie zawiesiły działalność Związku Górnoślązaków-Bund der Oberschlesier i dokonały aresztowań wśród jego członków. Do więzienia trafił więc również Ewald Latacz. Większość śląskich działaczy zwolniono razem z polskimi, dopiero wskutek amnestii ogłoszonej przez aliantów, którzy przejęli kontrolę nad pruskim Górnym Śląskiem po klęsce I powstania śląskiego, wywołanego przez POW w sierpniu roku 1919. Sam Ewald Latacz, dzięki swym rozległym koneksjom wśród niemieckich polityków na Górnym Śląsku, warunkowo odzyskał wolność już wiosną 1919 roku, a więc znacznie wcześniej, niż pozostali liderzy Związku Górnoślązaków-Bund der Oberschlesier, lecz bezwzględnie zabroniono mu „słownego i pisemnego” głoszenia idei niepodległości Górnego Śląska. Lider Górnoślązaków nie dostosował się jednak do tego zakazu i jeszcze w roku 1919 w Bytomiu, anonimowo wydał niemieckojęzyczną broszurę Oberschlesien auf Subhasta! (Górny Śląsk na subhaście!), w której krytykował rządy państwowego komisarza na Górnym Śląsku - Ottona Hörsinga, przewidywał skurczenie się niemieckiej większości podczas plebiscytu i wskazywał potrzebę utworzenia niepodległego państwa górnośląskiego, argumentując że „Naród górnośląski jest ludem jednolitym o mieszanej krwi”. Jej wersja polskojęzyczna „Górny Śląsk dostał się na subhastę” ukazała się już w roku 1920, również w Bytomiu. Od 3 października 1919 roku Georg Wenzel wydawał w Opolu tygodnik społeczno-kulturalny „Der Oberschlesier”, którego kolejni redaktorzy Julius Soika i Ernst Laslowski „konsekwentnie lansowali narodowość górnośląską” wśród ludności czytającej w języku niemieckim. Już w drugim numerze tego pisma ukazał się tekst Bardziej egzystuje śląska świadomość narodowa, autorstwa jego przyszłego wieloletniego wydawcy Karla Sczodroka. Na jego łamach publikowali czołowi działacze Związku Górnoślązaków-Bund der Oberschlesier m.in. sam Latacz (Rozwiązanie kwestii górnośląskiej, 25.12.1919, Górny Śląsk w polityce zagranicznej, 30.10.1920). W tekscie "Rozwiązanie kwestii górnośląskiej" pisał: Lud górnośląski nie jest ubezwłasnowolniony. Tylko jego błąkająca się dusza pozostaje zdezorientowana, wyleczona od uderzenia batem i skuszona słodkim chlebem. Narodowości spierają się o niego bezowocnie, skoro jego narodowość jest przezwyciężeniem narodowości niemieckiej, polskiej i czeskiej przez narodowość górnośląską, w czym jest ona porównywalna z narodowością amerykańską. […] Więzy krwi i kultury są o wiele silniejsze, niż zewnętrzna więź językowego sposobu wyrażania. […] Górnoślązacy muszą uzyskać niepodległość […] hasło niepodległości i niepodzielności Górnego Śląska, udzieliło się wreszcie jego byłej austriackiej części i ludowi górnośląskiemu obwieszcza, że on sam musi się odważyć sprawdzić, co byłoby dla niego pomyślnością. Na początku roku 1920 Ewald Latacz udał się w podróż do Cieszyna, gdzie uczestniczył w zebraniu Śląskiej Partii Ludowej i Delegacji Partii Niemieckich, wspólnie dążących do utworzenia niepodległego państwa śląskiego lub autonomii w ramach Czechosłowacji. Od swych cieszyńskich rodaków, lider Górnoślązaków otrzymał pełnowartościową zachętę propagandową. Identyczna mieszana ludność śląska w terenie, niemieckojęzyczni Ślązacy w miastach i podobna struktura przemysłowa, dążenia do zjednoczenia z pruskim Górnym Śląskiem, pozwalały Ewaldowi Lataczowi myśleć o stworzeniu silnego gospodarczo, jednolitego państwa na wzór Belgii. Wskazówki, których Józef Kożdoń udzielił wówczas liderowi Związku Górnoślązaków-Bund der Oberschlesier – Ewaldowi Lataczowi przełożyły się na czyny. 17 marca 1920 roku redaktor Jerzy Cibis z Bytomia rozpoczął wydawanie, wzorowanego na „Ślązaku” (organie prasowym Śląskiej Partii Ludowej) dwujęzycznego tygodnika „Bund-Związek” pierwotnie w nakładzie 20 tys. egzemplarzy, drukowanego przez wydawnictwo Fritza Wenske – Kurier GmbH w Królewskiej Hucie. Wkrótce bracia Reginkowie zdegustowani brakiem trzeciej możliwości plebiscytowej tj. opcji niepodległości Górnego Śląska, zachęceni projektem Statutu Organicznego, gwarantującego szeroką autonomię wszystkim ziemiom śląskim, które miały przypaść państwu polskiemu, opuścili Związek Górnoślązaków-Bund der Oberschlesier i przeszli do obozu Korfantego. Kierownictwo tej organizacji objął wówczas Ewald Latacz, który zdecydowanie odciął się od obydwu braci. W sierpniu roku 1920 „Der Bund-Związek” zakwestionował ich współudział w stworzeniu tego ruchu, gdyż niemiecka prasa zarzucała Związkowi Górnoślązaków-Bund der Oberschlesier, iż został stworzony przez obóz polski, podając jako dowód właśnie postawę braci Reginków.

### Lider górnośląskich niepodległościowców
Pod kierownictwem Ewalda Latacza organizacja ta nadal głosiła koncepcję górnośląskiej państwowości na wzór Szwajcarii, zgodną z założeniami Reginka, chociaż pod koniec roku 1920 taktycznie dołożono „konieczność gospodarczego powiązania z Niemcami” w miejsce poprzedniego planu ekonomicznych związków z Czechosłowacją lub Polską. 14 maja 1920 roku na łamach „Der Bund-Związek” Ewald Latacz opublikował odezwę: „Do wszystkich Górnoślązaków”: „[…] Naszym celem jest niepodległość państwowa Górnego Śląska. Traktat pokojowy ulegnie zmianie, gdy lud górnośląski za pośrednictwem Związku Górnoślązaków takie wyrazi życzenie”. Ewald Latacz utrzymywał również ścisłe kontakty z Józefem Kożdoniem, na którego działalności w znacznym stopniu się wzorował. „Der Bund-Związek” solidaryzował się z działalnością Śląskiej Partii Ludowej, działającej na rzecz niepodległości na terenie Śląska Cieszyńskiego. Podstawowym celem współpracy obydwu organizacji było połączenie Prowincji Górnośląskiej ze Śląskiem Cieszyńskim w ramach niepodległej Republiki Wielko-Śląskiej ze stolicą w Raciborzu, o czym świadczy artykuł „Wolny Śląsk panem na wolnej śląskiej ziemi” opublikowany na łamach tygodnika „Der Bund-Związek”. Pod kierownictwem Ewalda Latacza Związek Górnoślązaków-Bund der Oberschlesier rozrósł się do 198 grup miejscowych, skupiających ok. pół miliona osób, na terenie całego Górnego Śląska. Sojusznikiem organizacji Latacza stał się były dowódca powstańczy i działacz obozu polskiego Alojzy Pronobis – lider Polskiego Związku Górnośląskich Autonomistów, który optował za „autonomią zupełną” (niepodległością) Górnego Śląska zjednoczonego ze Śląskiem Cieszyńskim. Według słów działaczy polskich oraz dokumentów pruskiego ministra spraw wewnętrznych Pronobis był w 1922 roku wydawcą tygodnika „Bund-Związek”. 26 grudnia 1920 ukazał się pierwszy numer (41 w kolejności) odnowionego tygodnika „Bund-Związek” („für den Freistaat Oberschlesien - dla wolnego Państwa Górnośląskiego”). W nagłówku pojawił się górnośląski orzeł w średniowiecznej stylizacji i zmienił się podtytuł, dotychczas: wiadomości „Związku Górnoślązaków”. W owym świątecznym numerze ukazał się tekst samego Ewalda Latacza Górnoślązacy na front!: „Polska chce Górny Śląsk posiąść, a Niemcy nie chcą go utracić […] My zaś Górnoślązacy […] Jesteśmy narodem jednolitym, wprawdzie dwujęzycznym, ale jednego szczepu i jednej krwi”. W marcu roku 1921 działacze Związku Górnoślązaków-Bund der Oberschlesier wysłali swoją delegację, najpierw 14 marca do Warszawy, a następnie 16 marca do Berlina, w celu zorientowania się u władz obydwu państw, jakie stanowiska prezentują wobec autonomii Górnego Śląska w ramach tych państw. Bezpośrednio przed plebiscytem kierownik Związku Górnoślązaków-Bund der Oberschlesier – Ewald Latacz dodatkowo upowszechnił swe poglądy w niemieckojęzycznej broszurze „Górnoślązacy, ratujcie się sami! Pismo w obronie wolności i niepodzielności Górnego Śląska”. Jeszcze raz przedstawił tam wszystkie punkty programu Związku Górnoślązaków-Bund der Oberschlesier oraz historyczne, ekonomiczne i etniczne argumenty na rzecz utworzenia niepodległego państwa górnośląskiego. W ostatnim rozdziale prognozował nierozstrzygnięty wynik plebiscytu oraz przedstawił swoje obawy, dotyczące podziału Górnego Śląska. Przewidywał, iż jedynie znaczące zwycięstwo plebiscytowe opcji niemieckiej przekonałoby Francuzów do poparcia proklamacji niepodległości Górnego Śląska, co Polacy odczytali jako agitację Latacza na rzecz Niemiec. Przedmowa z tej broszury ukazała się na łamach „Bund-Związek” 13 marca 1921 roku: „Pismo to jest nowym opracowaniem i rozszerzeniem myśli zawartych w broszurce „Górny Śląsk na subhaście”. Usunięcie wojskowego zakazu pisania z czasów Hörsinga pozwala mi wyjść z ukrycia bezimiennego. Przemawiam do Górnoślązaków jako Górnoślązak […] Jesteśmy narodem mieszanym, jak Amerykanie, ale narodem młodym, silnym, rwącym się do życia, a różnice językowe odziedziczone po przodkach nie powinny nas rozdzielać. […] Już od zarania dziejów pisanych ojczyzna nasza stanowiła kość niezgody pomiędzy Polską a Niemcami. Dzieje nasze to dzieje wiekowej niewoli i daremnych wysiłków do oswobodzenia się. Niewola nasza zaczęła się w roku 999 przez ujarzmienie Górnego Śląska przez Polskę. W roku 1163 odzyskał Śląsk wolność i samodzielność, i to wskutek pośrednictwa cesarza niemieckiego Fryderyka Rudobrodego […] W roku 1300 Górny Śląsk popadł ponownie w zależność i to na sam przód czeską, 1497 węgierską, a 1526 austriacką. Już w roku 1421 starali się książęta górnośląscy w Grotkowie odzyskać i obwołać samodzielność Górnego Śląska. We formie uroczystej ogłosił w roku 1531 ostatni Piast tzw. przywilejem Januszowym niepodzielność Księstw Opolskiego i Raciborskiego, a tym samym myśl jednolitego i samodzielnego Górnego Śląska. Dopiero Habsburczyk Ferdynand I zniósł odrębność Górnego Śląska. W roku 1763 część Górnego Śląska położona na północ od Oppy, Olzy i Wisły dostała się pod panowanie pruskie, część południowa została przy Austrii.[…] Wersalski traktat pokojowy powołał myśl samodzielności Górnego Śląska do nowego życia. Tu na miejscu szerzy ją Związek Górnoślązaków pod hasłem Górny Śląsk dla Górnoślązaków”.

### Po plebiscycie
Plebiscyt przeprowadzony 20 marca 1921 roku wygrali Niemcy zdobywając 59,6% głosów. Skutkiem plebiscytu było wysłanie do Paryża przez obradujących w Opolu członków Komisji dwóch memoriałów. Projekt angielsko-włoski przewidywał przyznanie Polsce tylko tych powiatów, gdzie ta opcja uzyskała zdecydowaną większość w plebiscycie. Natomiast projekt francuski stanowił złagodzoną wersję tzw. Linii Korfantego. Korfanty przewidywał przekazanie Polsce terytoriów znajdujących się na wschód od linii rozdzielającej gminy, które głosowały za Polską i te, które głosowały za Niemcami. Oznaczało to jednak, że do Polski zostałaby przyłączona większość terytorium plebiscytowego, w tym cały okręg przemysłowy. Miasta tegoż okręgu poparły w plebiscycie opcję niemiecką (75-85% głosów), lecz stanowiły enklawę wewnątrz terytorium z większością głosującą za Polską (51% w powiecie strzeleckim, 52% w ziemskim katowickim) lub sporą mniejszością, głosującą za Polską (powiat ziemski gliwicki 41%, ziemski bytomski 38%, zabrski 49%, okręg mysłowicki 47%). Dla przeforsowania francuskiego projektu podziału Polacy postanowili wywołać III powstanie śląskie. Ewald Latacz przewidując wypadki wydał odezwę do narodu górnośląskiego: 
„Górnoślązacy!! Górny Śląsk zostaje niepodzielny! […] Kto chce kraj nasz poćwiartować, ten myśli o tym, aby nas gospodarczo zamordować, w zamiarze odziedziczenia czegoś po nas. Ale my żyć chcemy. W zgodzie i spokoju my Górnoślązacy polskiego i niemieckiego języka chcemy żyć społem i kraj nasz doprowadzić do rozkwitu. A to jest możliwe tylko wtedy, gdy Górny Śląsk zostanie niepodzielny. W przeciwnym razie domagamy się głosowania ludowego nad tem, czy Górny Śląsk ma być podzielony albo nie […] Korfanty zaś opowiada, że swego planu podziału będzie bronił do ostatniej kropli krwi. Górnoślązacy ostrzegamy Was. Nie dajcie zamienić sobie ojczyzny Waszej w pustynię. Jeśli ma płynąć krew to nie górnośląska i nie na Górnym Śląsku. Górnoślązacy nie dajmy się nadużyć do żadnych aktów terrorystycznych. Każdy terror należy stłumić w zarodku. Górnoślązacy pamiętajmy o tym, iż jesteśmy jednolitym narodem bratnim. Podajmy sobie ręce, zachowajmy spokój, a wtedy osiągniemy Górny Śląsk wolny a niepodzielny. (…) Rada koalicji pozna, że jedynym rozwiązaniem sprawy górnośląskiej jest zneutralizowanie spornego ogniska. Wtedy obchodzić będziemy nasze zmartwychwstanie, jako wolni obywatele w Wolnym Państwie Górnośląskim”. 
Jeszcze w kwietniu współpracownicy Latacza: Józef Musioł, Henryk Skowronek i Wiktor Durynek powołując się na znaczne wymieszanie głosów w plebiscycie próbowali przeforsować proklamację niepodległości Górnego Śląska. W ich rozmowach z władzami polskimi pośredniczył Adam Napieralski. W maju wybuchło III powstanie śląskie. Jego skutkiem była decyzja aliantów o bardziej korzystnym dla Polski podziale terenów plebiscytowych. Ewald Latacz prowadził jeszcze rozmowy z czołowymi politykami niemieckimi, 4 września z ministrem spraw wewnętrznych Rzeszy, a później z kanclerzem Rzeszy Josephem Wirthem. Jednak podział Górnego Śląska był już nieodwołalny. Władze niemieckie, chcąc się pozbyć Latacza z terytorium Górnego Śląska, złożyły mu propozycję objęcia funkcji syndyka w spółce petrochemicznej Öl und Petroleum Gesellschaft w Berlinie. On wiedząc, że jego rodzinne Katowice oraz Wodzisław, gdzie praktykował, przypadną Polsce, ofertę pracy ze strony władz niemieckich przyjął. Jeszcze 29 października figurował jako adwokat w Wodzisławiu. Na konferencji przedstawicieli Związku Górnoślązaków-Bund der Oberschlesier 4 grudnia w Królewskiej Hucie występował już jako syndyk z Berlina. Wówczas prawdopodobnie zrezygnował z działalności politycznej, a na czele ZG-BdO stanął Józef Musioł. W maju roku 1922 Związek Górnoślązaków-Bund der Oberschlesier zaprzestał wydawania tygodnika „Bund-Związek”. Po podziale Górnego Śląska działał wyłącznie po stronie niemieckiej, bez organu prasowego stracił zupełnie na znaczeniu, by dwa lata później się rozwiązać.

## Życie w Niemczech
16 stycznia 1922 roku Ewald Latacz poślubił Helenę Kaffkę ewangeliczkę rodem z Opola, którą poznał jeszcze podczas praktyki adwokackiej w Raciborzu. Od lutego 1922 jego nazwisko figuruje jako notariusza i adwokata w różnych sądach w Berlinie. Od 1925 był również radcą prawnym różnych firm z branży paliwowej. 30 stycznia 1933 funkcję kanclerza Niemiec objął Adolf Hitler. Władze nazistowskie nie uznawały amnestii, dotyczącej działalności przeciwko państwu niemieckiemu na Górnym Śląsku w okresie plebiscytowym, ogłoszonej przez władze Republiki Weimarskiej. Osoby, zamieszkałe na Górnym Śląsku do 1937 chroniła polsko-niemiecka Konwencja Górnośląska, podpisana w 1922 w Genewie. Ewaldowi Lataczowi, zamieszkałemu w Berlinie, groziło natychmiastowe ponowienie oskarżenia o zdradę stanu ze stycznia 1919, więc trzy miesiące po przejęciu władzy przez nazistów, 1 maja 1933 wstąpił do NSDAP. W ten sposób nie podzielił on losu innego współzałożyciela Związku Górnoślązaków-Bund der Oberschlesier Jana Reginka w styczniu 1919 razem z Lataczem, oskarżonego o zdradę stanu, w 1939 pod tym samym zarzutem aresztowanego i zgładzonego w 1941 w nazistowskim obozie koncentracyjnym Auschwitz. Za działalność sprzeczną z ideologią nazistowską m.in. bliską współpracę z żydowskimi adwokatami, Ewald Latacz był kilkakrotnie przez partyjnych przełożonych karany naganą. Zachowała się korespondencja świadcząca o jego prawdopodobnych kontaktach z pacyfistyczną opozycją antyhitlerowską. Na tej podstawie nie sposób ustalić, czy rzeczywiście był powiązany z tymi środowiskami i jaki był ich ewentualny charakter. Z korespondencji międzynarodowej organizacji pacyfistycznej Corder Catchpool wynika jedynie, że widziano w nim najlepszego kandydata na adwokata tejże opozycji antyhitlerowskiej, będącego w stanie doprowadzić do uwolnienia Carla von Ossietzky'ego z obozu koncentracyjnego. Nie wiadomo natomiast, czy zwrócono się z tym do niego i czy takiej roli się podjął. Równolegle działał w Narodowosocjalistycznym Związku Niemieckich Prawników. 20 października 1939 Ewald Latacz złożył prośbę do władz niemieckich o zgodę na powrót na Górny Śląsk i utworzenie kancelarii notarialnej na zajętych przez wojska niemieckie, jego rodzinnych terenach. Przez dziewięć miesięcy nazistowskie władze sądownicze odwlekały decyzję w tej sprawie. 29 czerwca 1940 prezes komory sądowniczej Wyższego Sądu Krajowego we Wrocławiu ostatecznie jego prośbę odrzucił. Ewald Latacz już nigdy na Górny Śląsk nie wrócił. Koniec wojny zastał go w Berlinie. Proces denazyfikacji przeszedł w sowieckiej strefie okupacyjnej bez żadnych konsekwencji karnych, co było w tej strefie udziałem zaledwie 12% osób, poddanych temu procesowi (w strefach zachodnich 42-53%). Jednak niemieccy komuniści już samą przynależność do NSDAP uznawali za przestępstwo, Ewald Latacz musiał więc opuścić Berlin i pracował na głębokiej prowincji w niewielkiej miejscowości Stapen w komunistycznych Niemczech wschodnich, gdzie podupadł na zdrowiu. We wrześniu 1952 wrócił z żoną do Berlina, skąd po kilku tygodniach wyemigrował do Frankfurtu nad Menem w Niemczech zachodnich. Tam wkrótce trafił do szpitala i zmarł 12 lutego 1953. Nazajutrz jego żona Helena Latacz popełniła samobójstwo. Zostali pochowani razem we Frankfurcie nad Menem.